# Jan Grue
Jan Grue, född 28 mars 1981 i Oslo, är en norsk skönlitterär författare och universitetslektor (førsteamanuensis) i kvalitativ metod vid Universitetet i Oslo.